# Schweißsimulation
Die Schweißsimulation ist ein Werkzeug zur Klärung schweißtechnischer Fragestellungen, die auf der numerischen Lösung eines mathematischen Modells beruht. Ziel ist es, einerseits durch das Ersetzen zahlreicher praktischer Versuche, Kosten in den Unternehmen zu senken und andererseits Informationen zu gewinnen, die über Messungen nicht oder nur mit einem sehr hohen Aufwand zu erreichen wären.

## Einführung
Über viele Jahrzehnte basierte die Auslegung von Schweißkonstruktionen auf Erfahrungswerten und empirisch ermittelten Formeln. Mit zunehmend leistungsfähigeren Rechnern und Softwarelösungen kann die Optimierung des Schweißprozesses und Eigenschaften eines geschweißten Bauteils auch durch numerische Lösungen erfolgen. In der Fachliteratur werden drei Teilbereiche der Schweißsimulation beschrieben, die sich in ihren Modellen und Zielgrößen unterscheiden: Die Struktur-, die Prozess- und die Werkstoffsimulation.

## Struktursimulation

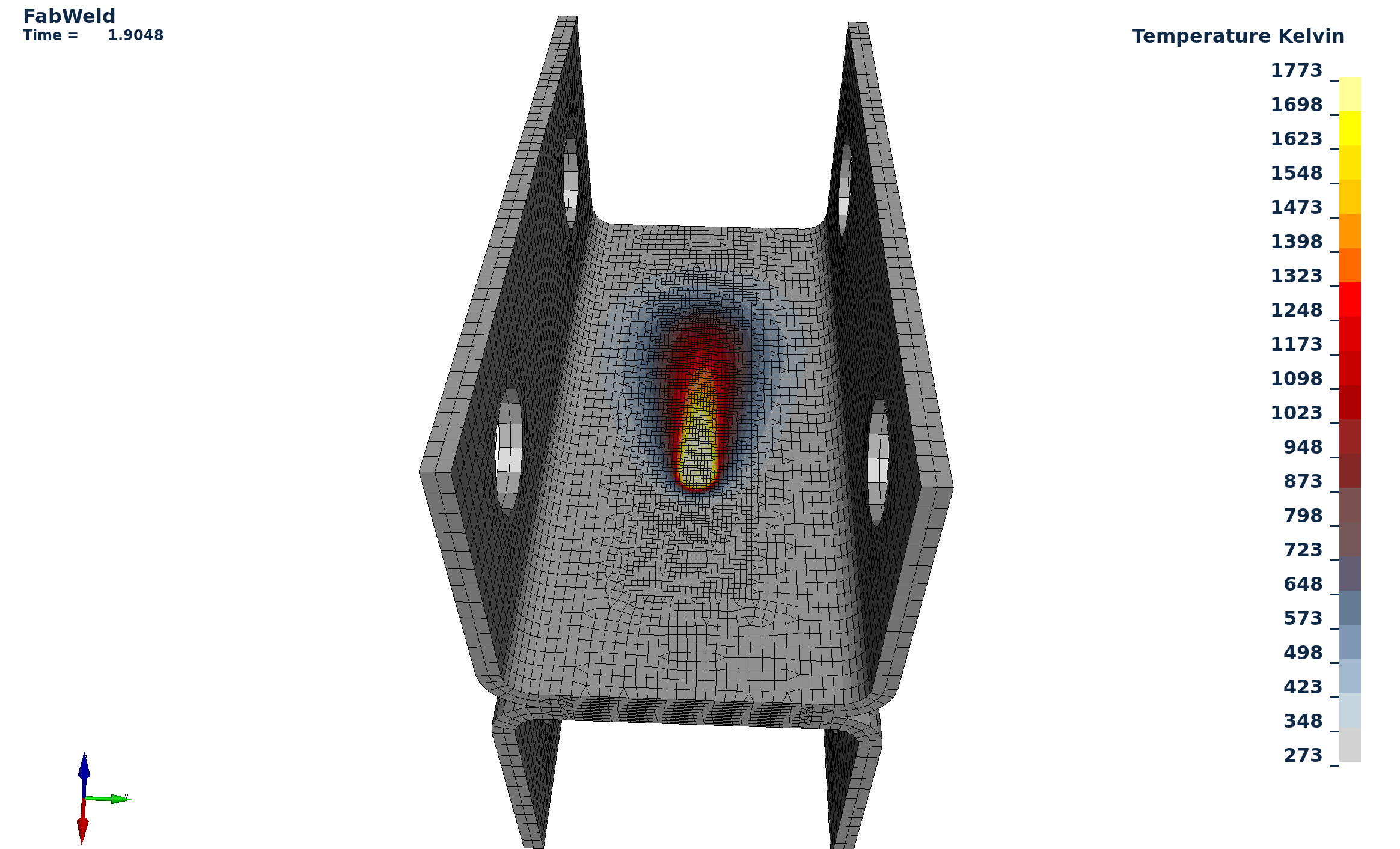
Beispiel Temperaturfeld aus der Struktursimulation für einen Laserschweißprozess (FabWeld)

Mit Hilfe der Struktursimulation soll die Wirkung des Schweißens auf die Konstruktion vorhergesagt werden. Von größter Bedeutung ist die Bestimmung des Verzugs und der Schweißeigenspannungen, da diese zu einem hohen Nachbearbeitungsaufwand führen. Darüber hinaus können diese Schweißeigenspannungen zu Rissen und damit einer reduzierten Lebensdauer führen. Durch den Vergleich von Varianten kann eine optimierte Vorgehensweise gefunden werden, die dann den vielfältigen Anforderungen, die an eine Konstruktion gestellt sind, gerecht werden. Zur Modellierung der Wärmeeinbringung, die durch den Schweißprozess, die Schweißparameter und durch andere Einflüsse charakterisiert wird, kann eine parametrisierte Ersatzwärmequelle verwendet werden. Bei höchsten Genauigkeitsanforderungen kann die Kalibrierung dieser Parameter durch eine experimentelle Analyse mittels Temperaturmessungen erfolgen. Für viele praxisrelevante Fälle reicht jedoch eine Abschätzung anhand von Erfahrungswerten aus der Literatur aus. Es wird angestrebt, in Zukunft auch diese Parameter durch Prozesssimulationen zu ermitteln.

## Prozesssimulation
In der Prozesssimulation wird der Schweißprozess modelliert. Bei der Simulation von Schmelzschweißprozessen ist ein häufiges Ziel die Schmelzbadgeometrie in Abhängigkeit von verschiedenen Parametern wie beispielsweise der Schutzgasabdeckung zu bestimmen. Weitere Ziele sind die Bestimmung des Prozesswirkungsgrades oder die Prozessstabilität. Aktuelle Forschungsfelder sind unter anderem die Modellierung des Tropfenübergangs beim MSG-Schweißen und eine realitätsgetreuere Darstellung der Fallgebiete an den Elektroden. Als Fallgebiete bezeichnet man den Spannungssprung zwischen der Elektrode und dem Lichtbogen sowie dem Lichtbogen und dem Werkstück.
Versuche, den komplexen Widerstandspunktschweißprozess mathematisch zu modellieren, begannen bereits in den 1960er Jahren. Die Wirkzusammenhänge zwischen elektrischen, mechanischen und werkstoffbedingten Einflussgrößen auf die Ausbildung des Schweißpunktes werden durch rechnergestützte Modelle simuliert, um eine theoretische Vorhersage und Optimierung der Schweißpunktgröße und der Schweißparameter unter gegebenen Bedingungen vorzunehmen. Ein achsensymmetrisches FEM-Modell für die Simulation des Prozesses während der Vorhalte-, des Schweiß- und Nachhaltezeit beschreibt A. Nied. In diesem Modell wurden bereits solche Effekte, wie:
- Widerstandsänderungen
- Wärmeleitfähigkeit
- lokale Deformation
- Übergangeffekte zwischen Elektrode und Werkstück
- Wasserkühlung
- Wärmeleitung und -strahlung in die Umgebung

berücksichtigt.
Mit fortschreitender Rechenleistung und verfeinerter Modellbildung – wie Einbeziehung von Oberflächeneigenschaften – wurde Simulationssoftware für verschiedenste Schweißverfahrensvarianten entwickelt. Heute stehen verschiedene Softwaresysteme für die praktische Anwendung zur Verfügung.
- SimWeld (Prozesssimulation)
- ANSYS (allgemeines FEM-System)
- SORPAS  (Simulation des Widerstandspunktschweißens)
- FabWeld (Struktursimulation)
- Simufact (Struktursimulation, Prozesssimulation)

Weitere Forschungsfelder bestehen im Bereich der Prozesssimulation von Festkörperschweißverfahren, wie dem Rührreibschweißen und dem Rotationsreibschweißen.

## Werkstoffsimulation
Ziel der Werkstoffsimulation ist die Untersuchung der mikroskopischen und makroskopischen Beeinflussungen des Werkstoffs in der Schmelzzone und der Wärmeeinflusszone (WEZ) durch die Wärmewirkung des Schweißens. Für die Praxis von besonderer Bedeutung sind die Heißriss- und Kaltrissneigung.

## Lehrbücher
- D. Radaj: Schweißprozesssimulation. DVS Verlag, 1999, ISBN 3-87155-188-0.
- D. Radaj: Eigenspannung und Verzug beim Schweißen: Rechen- und Meßverfahren. DVS Media, 2001, ISBN 3-87155-194-5.
- C. V. Nielsen: Modeling of thermo-electro-mechanical manufacturing processes. Springer, London / New York 2013, ISBN 978-1-4471-4642-1.